# Tang Zhaozong
Tang Zhaozong (zijn persoonlijke naam was Li Jie) (867 – 904) was de voorlaatste keizer van de Chinese Tang-dynastie (618-907). Zhaozong bekleedde het ambt van 888 tot zijn gewelddadige dood in 904.
Tijdens de regering van Zhaozongs broer Xizong (862-888) verviel het rijk in anarchie onder druk van de vele opstanden. Een van de machtigste rebellen, Huang Chao, trok jarenlang plunderend door het land en verjoeg de Tangkeizer uit de hoofdsteden Chang'an en Luoyang. Met hulp van de Turkse militaire gouverneur Li Keyong (856-908) wisten troepen van de Tang in 883 Chang'an te veroveren, maar de stad was nagenoeg volledig verwoest tijdens de bezetting en de daarop volgende strijd.
Zhaozong besteeg de troon zonder over feitelijke macht te beschikken. Tijdens zijn regeerperiode was hij afwisselend op de vlucht of de gevangene van een van de krijgsheren. In 900 werd hij door eunuchen afgezet om een jaar later weer op de troon te worden gezet. De militaire gouverneur Zhu Wen (852-912), een voormalige bondgenoot van de opstandeling Huang Chao, vermoordde in 904 Zhaozong en al zijn zonen op een na.
Zhu Wen zette vervolgens Zhaozongs enige overlevende zoon, de dertienjarige Li Zhu (892-908), onder de naam Aidi op de troon. Drie jaar later, in 907, zette Zhu Wen Aidi af en riep zijn eigen dynastie, de Latere Liang-dynastie (907-923) uit. Hij staat bekend onder zijn postume titel Taizu ('Grote Voorouder'). Na bijna driehonderd jaar was de Tang-dynastie aan haar eind gekomen.